# Labastide-du-Temple
Labastide-du-Temple ist eine Gemeinde im Südwesten Frankreichs im Département Tarn-et-Garonne in der Region Okzitanien. Sie hat 1.137 Einwohner (Stand: 1. Januar 2022), gehört zum Arrondissement Castelsarrasin und ist Mitglied im Gemeindeverband Communauté de communes du Pays de Lafrançaise. Die Einwohner werden Bastidiens und Bastidiennes genannt.

## Geographie
Labastide-du-Temple liegt in der Région naturelle Quercy Blanc etwa 15 Kilometer nordwestlich von Montauban am Tarn, der die Gemeinde im Nordwesten begrenzt. Das Gemeindegebiet gehört zum Einzugsgebiet der Garonne und wird neben dem Tarn vom Ruisseau de Larone, dem Ruisseau de Maribenne, dem Ruisseau de Guignès, dem Ruisseau de la Ravajole und verschiedenen anderen kleinen Wasserläufen entwässert.
Ein Teil des Gemeindegebiets gehört zum Naturschutzgebiet „Vallées du Tarn, de l’Aveyron, du Viaur, de l’Agout et du Gijou“ im Rahmen des Natura 2000-Netzwerks.
Umgeben wird Labastide-du-Temple von den Nachbargemeinden Lizac im Norden, Lafrançaise im Nordosten, Meauzac im Osten und Nordosten, La Ville-Dieu-du-Temple im Süden, Castelsarrasin im Westen und Südwesten sowie Les Barthes im Westen.

## Geschichte
Der historische Ursprung der Gemeinde reicht bis in die galloromanische Zeit zurück. Im Jahr 1956 wurde ein Mosaik aus dem vierten Jahrhundert n. Chr. entdeckt, das aus einer luxuriösen galloromanischen Villa stammen soll.
Die Bastide wurde 1260 gegründet.
Am 21. März 1565 hatten die Dorfbewohner die Ehre, König Karl IX. in Begleitung seiner Mutter Caterina de’ Medici, seiner Schwester Margarete von Valois, seinem Bruder Heinrich Herzog von Anjou und seinem kleinen Cousin Heinrich von Navarra zu begrüßen. Von Montauban kommend hielt die königliche Prozession in Labastide zum Abendessen an, bevor sie in Moissac übernachtete. Der Zweck dieser Reise bestand darin, die wichtigsten Provinzen Frankreichs zu besuchen, um die seit mehreren Jahren vergessene königliche Autorität zu zeigen und den jungen König, der erst 14 Jahre alt war, seinen guten und treuen Untertanen vorzustellen.
Um 1567 wurden die Hugenottenkriege wieder aufgenommen. Die Hugenotten von Montauban zerstörten erneut religiöse Gebäude und plünderten die Gebäude. Im Umland übernahmen sie die Höfe und beschlagnahmten die Ernte. Labastide-du-Temple war wie Castelsarrasin tief katholisch geblieben. Nach und nach kehrte mit dem Edikt von Boulogne von 1573 und später mit dem Edikt von Nantes von 1598, das einen kurzlebigen Religionsfrieden wiederherstellte, wieder Frieden ein. Die Ermordung Heinrichs IV. im Jahr 1610 entfachte den Bürgerkrieg erneut. Die Schlachten von 1628 waren für die Gemeinde höchst verheerend.
Im Jahr 1766 war eine große Überschwemmung des Tarn besonders zerstörerisch.

## Bevölkerungsentwicklung

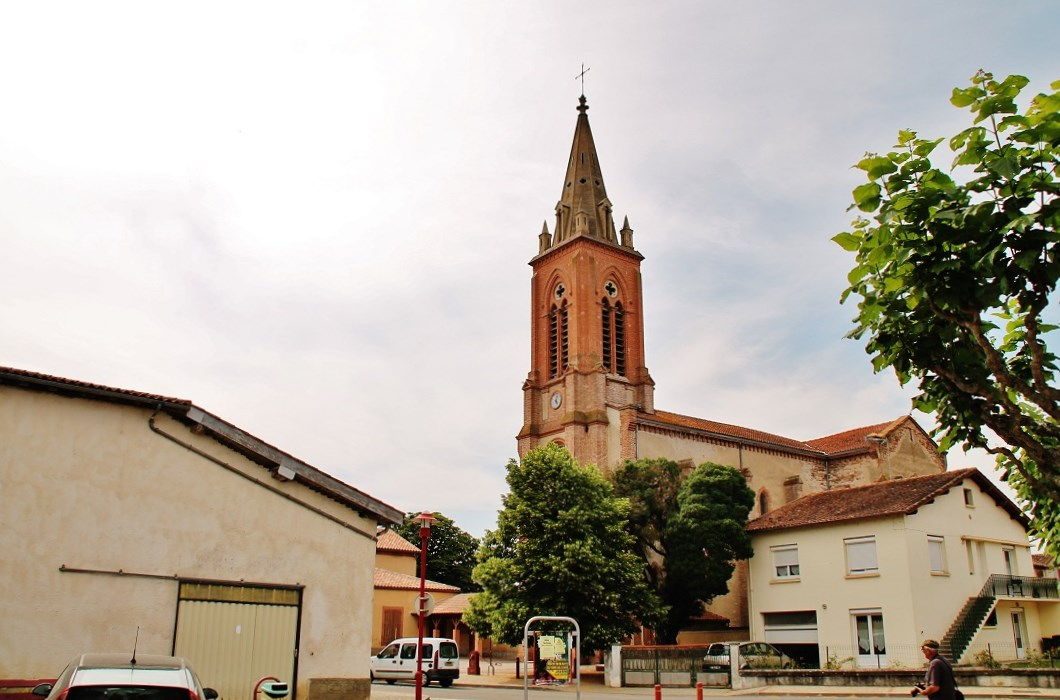
Pfarrkirche Saint-Christophe

| 1962                       | 1968 | 1975 | 1982 | 1990 | 1999 | 2006 | 2018 |
| 575                        | 552  | 588  | 605  | 783  | 803  | 990  | 1138 |
| Quellen: Cassini und INSEE |      |      |      |      |      |      |      |

## Sehenswürdigkeiten
- Die neue Pfarrkirche Saint-Christophe wurde zwischen 1878 und 1895 in der Nähe der alten, heute abgerissenen Kirche errichtet.
- Das Schloss datiert aus dem 19. Jahrhundert.